# Kuncshogo pekcsei király
Kuncshogo (Geunchogo) (? – 375) az ókori Pekcse (Baekje) állam tizenharmadik királya volt. A japán Kodzsiki Csogo (Jogo) (조고, 照古), a Nihonsoki Cshogo (Chogo) (초고, 肖古), a kínai Csin su (晉書) pedig Jogu (Yeogu) (여구, 餘句) néven hivatkozik rá.

## Élete
Pirju (Biryu) halála után a rivális vérvonal szülötte, Kje (Gye) került a trónra, ami viszont felbőszíthette Pirju (Biryu) második fiát, Kuncshogót (Geunchogót). Feltételezések szerint harc bontakozhatott ki a két tábor között, és Kje (Gye) veszített. Halálát követően Kuncshogo (Geunchogo) elfoglalta a trónt, és az ország történelmének legnagyobb királya lett.
Kuncshogo (Geunchogo) alatt Pekcse (Baekje) felvirágzott, politikailag és területi terjeszkedés szempontjából is igen erős állammá vált. 369-ben a király beolvasztotta a Mahan államszövetség megmaradt városállamait, Kajától (Gayától) is szerzett területeket, 371-ben pedig harmincezer katonával Kogurjó (Goguryeó)ba is benyomult, ahol Phenjanban megölte Kogugvon (Gogukwon) királyt, a várost azonban nem sikerült elfoglalnia. Így is jelentős területekre tett szert, a Koreai-félsziget jó részét sikerült megszereznie, a Han folyó medencéje is hozzá tartozott, itt volt megtalálható első fővárosa, Ürje (위례, Wirye) is.

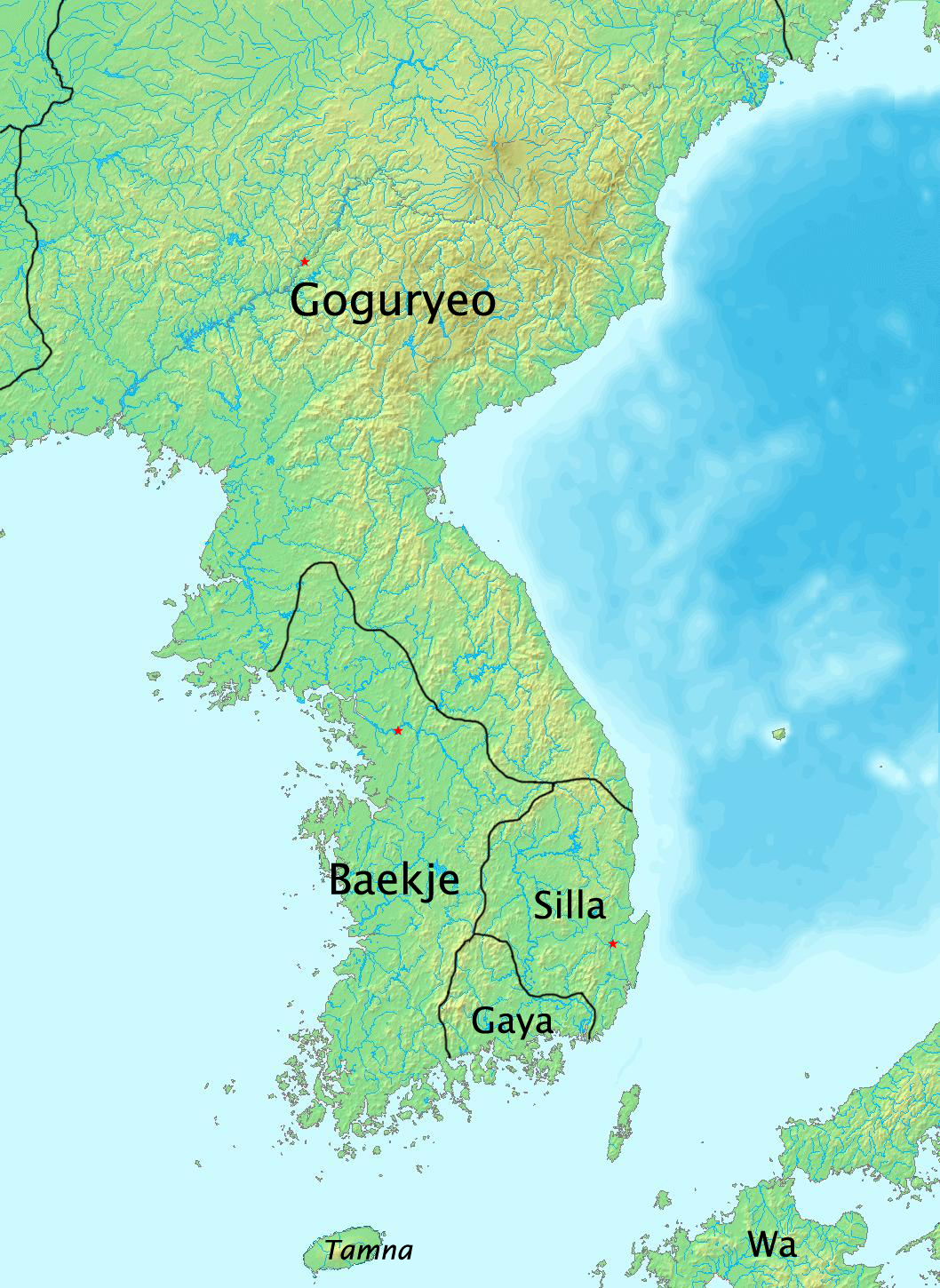
Pekcse (Baekje) területe 375-ben

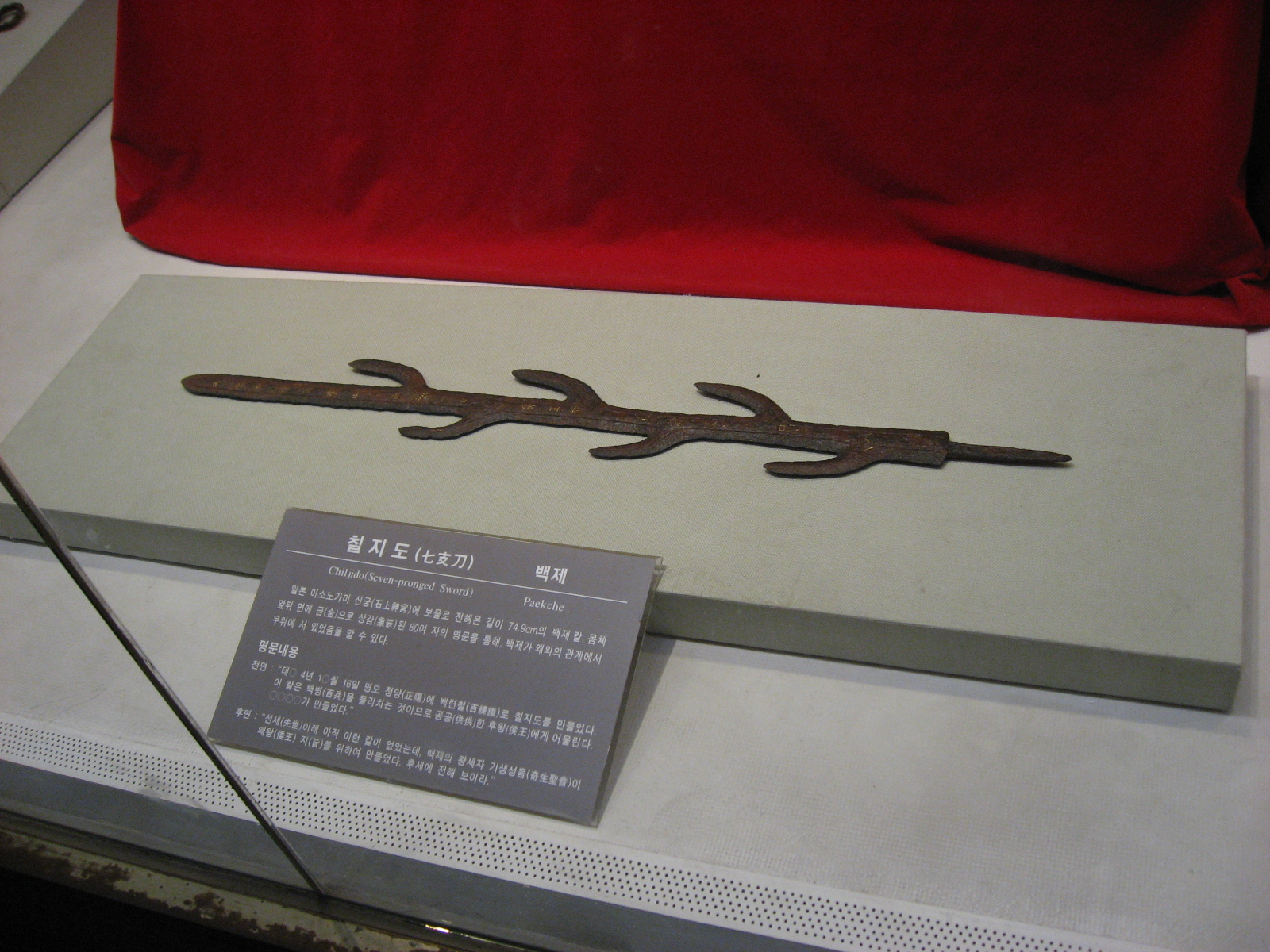
A hétágú kard másolata szöuli múzeumban

Az állam barátságos viszonyt ápolt a Csin (Jin)-dinasztiával, Sillával és a va (japán) néppel is, átemelte a kínai találmányokat és közvetítette őket Japán felé. Az első pekcse (baekje)i király volt, akinek nevét feljegyezték kínai krónikában. A japánokkal való kapcsolat nagy hatással volt a japán kultúrára, a pekcse (baekje)i király udvarába hívta a japán követeket, ahol selymet, bikszarvból készített íjakat és különféle, vasból készült tárgyakat mutattak be nekik. Kuncshogo (Geunchogo) a Jamato vezérnek egy különleges, hétágú kardot ajándékozott, valamint két tudóst is küldött Japánba, hogy terjesszék a konfuciánus eszméket, a kínai írást és a pekcse (baekje) kultúrát.
Kuncshogo (Geunchogo) megerősítette a királyságot azzal, hogy bevezette az utódlásos monarchiát, melyben a király fia örökli a trónt. A trónörökösök rendre a Csin (Jin) klánból választottak feleséget maguknak.  Virágzott a kereskedelem is a környező országokkal. Ekkortájt született a Szogi (Seogi) (서기, 書記), mely Pekcse (Baekje) történetét írta le. Ma már nincs nyoma ennek a feljegyzésnek, csak a Szamguk szagi (Samguk Sagi) említi.
375-ben hunyt el, a trónon fia, Kunguszu (Geungusu) követte.

## A filmművészetben
A 2010-es Kuncshogo vang (Geunchogo wang) (angol címén The King of Legend) című sorozatban Kam Uszong (Kam U-seong) alakította. A 2017-es Hangukszagi (Hanguksagi) (angol címén Chronicles of Korea) című sorozatban Csong Szunggjo (정승교, Jeong Seung-gyo) alakította.